# Ocurí
Ocurí è un comune (municipio in spagnolo) della Bolivia nella provincia di Chayanta (dipartimento di Potosí) con 23.667 abitanti (dato 2010).

## Cantoni
Il comune è suddiviso in 4 cantoni.
- Chairapata
- Maragua
- Marcoma
- Ocurí